# Herrarnas 10 000 meter i hastighetsåkning på skridskor vid olympiska vinterspelen 2010
Herrarnas 10 000 meter i hastighetsåkning på skridskor under de olympiska vinterspelen 2010 i Vancouver, Kanada, hölls i Richmond Olympic Oval den 23 februari 2010.

## Rekord
Före tävlingen gällde följande världsrekord och olympiskt rekord:
| Världsrekord     | Sven Kramer (NED)       | 12.41,69 | Salt Lake City, USA | 10 mars 2007     |
| Olympiskt rekord | Jochem Uytdehaage (NED) | 12.58,92 | Salt Lake City, USA | 22 februari 2002 |

Följande nytt rekord blev satt under tävlingen:
| Datum       | Par     | Idrottare      | Nation   | Tid      | OR | VR |
| ----------- | ------- | -------------- | -------- | -------- | -- | -- |
| 23 februari | 5:e par | Lee Seung-hoon | Sydkorea | 12.58,55 | OR |    |

## Medaljörer
| Gren         | Guld                    | Guld          | Silver                | Silver   | Brons                     | Brons    |
| 10 000 meter | Lee Seung-Hoon Sydkorea | 12.58,55 (OR) | Ivan Skobrev Ryssland | 13.02,07 | Bob de Jong Nederländerna | 13.06,73 |

## Resultat
| Placering | Par | Bana | Namn                   | Land          | Tid        | Tid bakom | Noteringar |
| --------- | --- | ---- | ---------------------- | ------------- | ---------- | --------- | ---------- |
| 1         | 5   | i    | Lee Seung-Hoon         | Sydkorea      | 12.58,55   | i.u.      | OR         |
| 2         | 8   | o    | Ivan Skobrev           | Ryssland      | 13.02,07   | +3,52     |            |
| 3         | 7   | o    | Bob de Jong            | Nederländerna | 13.06,73   | +8,18     |            |
| 4         | 6   | i    | Alexis Contin          | Frankrike     | 13.12,11   | +13,56    |            |
| 5         | 7   | i    | Håvard Bøkko           | Norge         | 13.14,92   | +16,37    |            |
| 6         | 2   | o    | Sverre Haugli          | Norge         | 13.18,74   | +20,19    |            |
| 7         | 3   | i    | Henrik Christiansen    | Norge         | 13.25,65   | +27,10    |            |
| 8         | 2   | i    | Jonathan Kuck          | USA           | 13.31,78   | +33,23    |            |
| 9         | 5   | o    | Arjen van der Kieft    | Nederländerna | 13.33,37   | +34,82    |            |
| 10        | 6   | o    | Marco Weber            | Tyskland      | 13.35,73   | +37,18    |            |
| 11        | 4   | i    | Hiroki Hirako          | Japan         | 13.37,56   | +39,01    |            |
| 12        | 1   | i    | Ryan Bedford           | USA           | 13.40,20   | +41,65    |            |
| 13        | 4   | o    | Alexander Rumyantsev   | Ryssland      | 13:45,77   | +47,22    |            |
| 14        | 3   | o    | Sebastian Druszkiewicz | Polen         | 13:49,31   | +49,40    |            |
| 98        | 8   | i    | Sven Kramer            | Nederländerna | (12:54,50) | +99,98    | DSQ        |
| 99        | -   | -    | Enrico Fabris          | Italien       | 99:99,99   | +99,99    | DNS        |